# مذاق تسمانيا

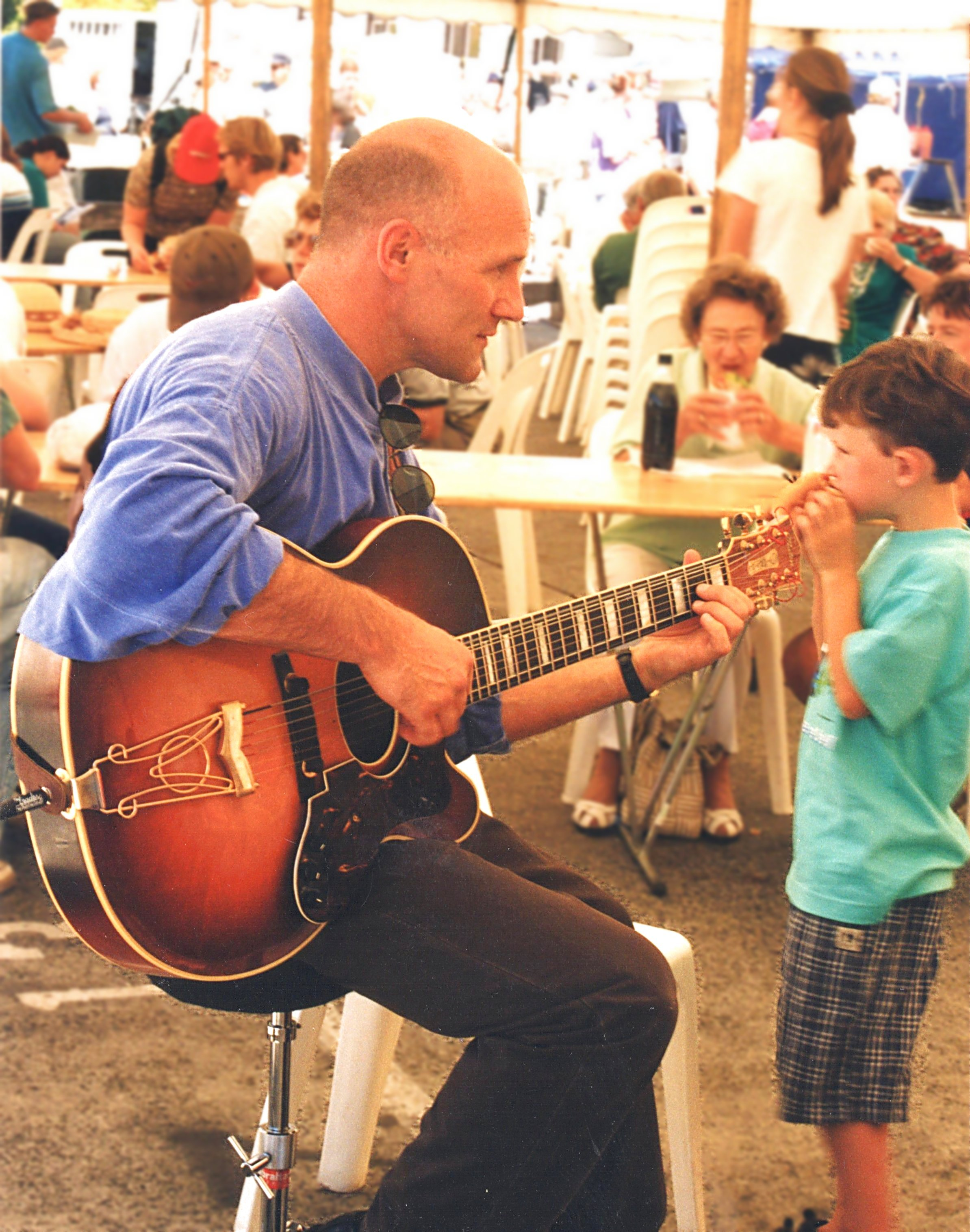
كاري لوينكامب يعزف باستخدام جيتاره ماتون في مهرجان هوبارت الصيفي، تسمانيا، أستراليا، 1998

مذاق تسمانيا (بالإنجليزية: Taste of Tasmania)، من أكبر مهرجانات الطعام والنبيذ بـتسمانيا. يُقام المهرجان من 28 ديسمبر حتى 3 يناير، واحتفل بعامه الثلاثين في 2018. يقام المهرجان في سالامانكا بـهوبارت ومنطقة الواجهة البحرية. يُقام المهرجان بواسطة مدينة هوبارت.
لمهرجانات الأطعمة العالمية راجع مهرجانات المذاق.